# Joann Lõssov
Joann Lõssov (russisch Иоанн Фёдорович Лысов; * 10. September 1921 in Tallinn, Estland; † 3. August 2000 ebenda) war ein sowjetischer Basketballspieler und -trainer estnischer Herkunft.

## Sportliche Leistung
Joann Lõssov begann 1936, Basketball zu spielen. Er war von 1947 bis 1952 Kapitän und Spielführer der Basketballnationalmannschaft der UdSSR, mit der er 1947 und 1951 Europameister wurde und für die er 106 Spiele absolvierte.
Joann Lõssov gewann bei den Olympischen Sommerspielen 1952 in Helsinki in der sowjetischen Basketballmannschaft die Silbermedaille. Von 1951 bis 1957 war er Mitglied des Sowjetischen Olympischen Komitees. Daneben war er als Spieler estnischer Meister im Handball, Eishockey und Pesäpallo. Mit seinem Team, der Basketball-Mannschaft der Staatlichen Universität Tartu, wurde er 1949 sowjetischer Meister, 1950 sowjetischer Vizemeister und 1945 Dritter. Von 1944 bis 1953 war Lõssov Trainer des Tallinner Vereins Kalev und von 1953 bis 1958 Coach der sowjetischen Damen-Nationalmannschaft. Von 1957 bis 1966 war Lõssov als Dozent an der Pädagogischen Universität Tallinn und von 1966 bis 1991 an der Technischen Universität Tallinn tätig.